# Castello di Iburg
Il Castello ed abbazia di Iburg (in tedesco Schloss und Benediktinerabtei Iburg) è un castello della città di Bad Iburg, in Bassa Sassonia, Germania. Il castello di Iburg venne costruito nel 1070 su una collina naturale come struttura in legno e nel 1080 al suo interno vi venne accolto un monastero benedettino. Dall'XI secolo alla fine del XVII secolo, i vescovi di Osnabrück risiedettero stabilmente nel castello, officiando regolarmente nel monastero. La sala dei cavalieri del XVII secolo è degna di nota in termini di storia dell'arte per via del suo soffitto dipinto a simulare un'architettura prospettica.

## Storia

### Le origini del castello e del monastero

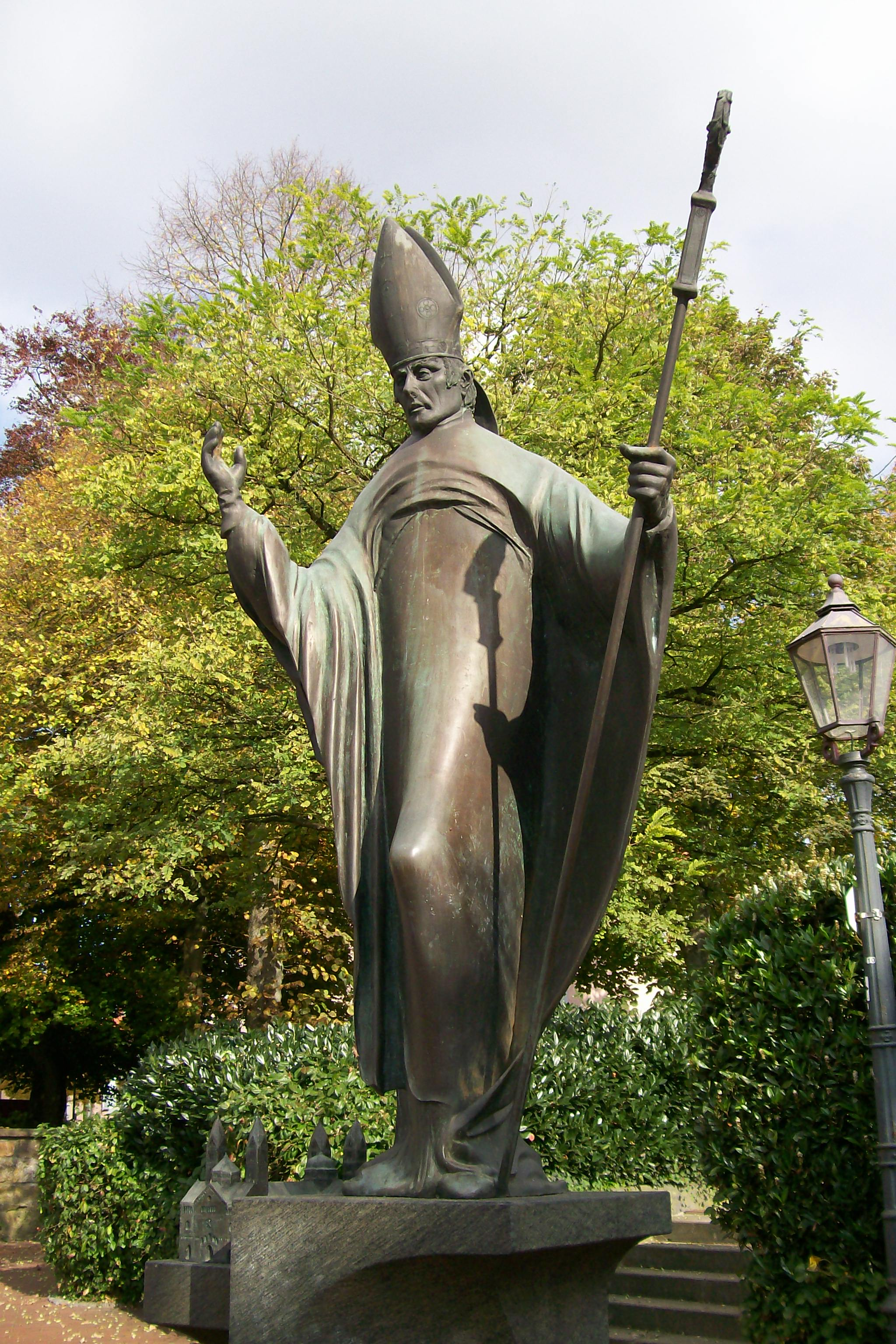
Il vescovo Benno II di Osnabrück fece costruire per primo il castello ed il complesso abbaziale ad esso annesso

Il primo edificio eretto sul sito dell'odierno castello venne probabilmente costruito da un gruppo di profughi sassoni. Esso era posto presso la strada che controllava il locale passo montano (oggi Bundesstrasse 51) e che conduceva al limitare della foresta di Teutoburgo. Il vescovo Benno II di Osnabrück (1068-1088) fece erigere una prima residenza sui resti delle fortificazioni precedenti.
Il vescovo Benno II portò dodici monaci benedettini da Magonza a Bad Iburg nel 1080, fondandovi così un monastero anche se una cappella per scopi religiosi era già stata eretta sulla collina del castello nel 1070. Il materiale da costruzione per il monastero proveniva dalla cava di Bennost a Dörenberg. Sotto il vescovo Konrad IV von Rietberg (1492-1508) venne costruito un mastio ottagonale sui resti di un precedente edificio dell'XI secolo. Questa torre appare anche nello stemma odierno del distretto di Osnabrück ed è chiamata "Bennoturm" dalla popolazione, sebbene sia stata costruita solo dopo la morte del vescovo Benno. La torre in cui visse Benno II, sorgeva invece sul versante occidentale, di fronte alla cinta muraria; i suoi resti sono stati scoperti nel 1983 durante una serie di lavori di restauro. All'inizio del XVII secolo, il castello e il monastero furono ridisegnati a formare un complesso di palazzi di concezione più moderna ad opera del vescovo Filippo Sigismondo di Brunswick-Wolfenbüttel (dal 1591 al 1623).

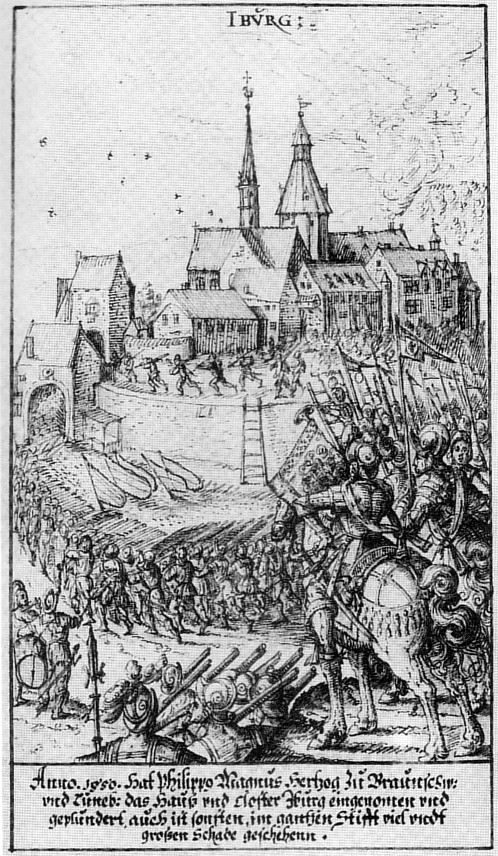
L'assedio di Iburg in un disegno del 1553

Nel 1553 i generali Christoph von Wrisberg e Dietrich von Quitzow assediarono il castello di Iburg, battagliando al fianco di Filippo Magnus di Brunswick-Lüneburg (1527–1553) contro il vescovato di Osnabrück. L'intento dei tre era quello di catturare personalmente il vescovo Franz von Waldeck ed il suo castello. Iburg venne saccheggiato ed il monastero venne messo a ferro e fuoco, oltre a venire privato del tesoro di 4000 talleri.

### Dalla Guerra dei Trent'anni alla secolarizzazione
Durante la Guerra dei Trent'anni il palazzo ed il monastero subirono gravi danni a causa dei saccheggi che si susseguirono nel 1621, 1623 e nel 1633. Diverse furono anche le occupazioni, da parte degli olandesi nel 1632 e degli svedesi nel 1634-50. Gli svedesi cacciarono i monaci dalla struttura che qui ritornarono solo nel 1645. Nel 1668 al castello nacque Sofia Carlotta di Hannover che, nel 1701, sposò Federico I di Prussia, divenendo prima regina consorte di Prussia.

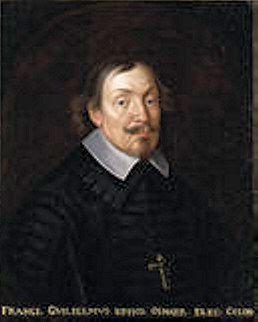
Il vescovo (poi cardinale) Franz Wilhelm von Wartenbergs fece costruire la Sala dei Cavalieri nel complesso del castello

Il vescovo Franz Wilhelm von Wartenberg, fuggito alla venuta degli svedesi, tornò al castello nel 1650 e fece ristrutturare completamente le ali dell'edificio. Fu lui a far predisporre la Sala dei Cavalieri col suo impianto decorativo nel 1656/57. L'architetto responsabile del progetto fu Johannes Crafft, originario della Germania meridionale.
Il lavoro iniziato dal vescovo cattolico Franz Wilhelm von Wartenberg, fu completato attorno al 1674 dal suo successore Ernesto Augusto I di Brunswick-Luneburg, primo vescovo luterano della diocesi. Egli fece erigere anche una cappella luterana del castello (1664).
L'abate Adolph Hane (1706–1768) fece costruire un nuovo monastero sulla collina del castello dall'architetto vestfaliano, Johann Conrad Schlaun, in stile barocco.
Gli ultimi lavori al complesso vennero eseguiti dall'architetto Franz Schaedler (1733-1796) nella seconda metà del Settecento che riprogettò l'ingresso al complesso del palazzo con un grandioso cancello eseguito nel 1781 dal fabbro Johann Georg Reinhard.

### L'Ottocento
Dopo la secolarizzazione, il principato episcopale di Osnabrück ed il castello di Iburg nonché il monastero locale, passarono alla casata dei Guelfi che regnavano sull'Hannover. Nel 1866 l'Hannover divenne una provincia prussiana e quindi anche il castello passò al re di Prussia.
Dal 1885, il castello divenne sede dell'amministrazione distrettuale di Iburg sino alla dissoluzione di quest'ultimo nel 1932. Dal 1934 al 1939, quindi, il partito nazista vi aprì una scuola sportiva riservata ai membri delle SA e poi dal 1942 al 1945 fu sede di una scuola che perseguiva obiettivi educativi nazionalsocialisti. Dal 1948 al 1971, la scuola venne nuovamente utilizzata per accogliervi una scuola, questa volta un liceo, con lo scopo di consentire anche ai figli dei rifugiati locali di frequentare le scuole che in precedenza si trovavano solo nelle grandi città come appunto gli istituti superiori. La sede del liceo venne trasferita nell'agosto del 1972. 
Dal 1973 al 2004, il castello è stato sede della scuola di polizia di stato della Bassa Sassonia, divenendo poi dal 2005 al 2011 sede dell'ispettorato scolastico della Bassa Sassonia.
Attualmente lo stabile è di proprietà dello stato tedesco della Bassa Sassonia ed è sede del tribunale distrettuale di Bad Iburg.

## Il periodo di Sofia del Palatinato

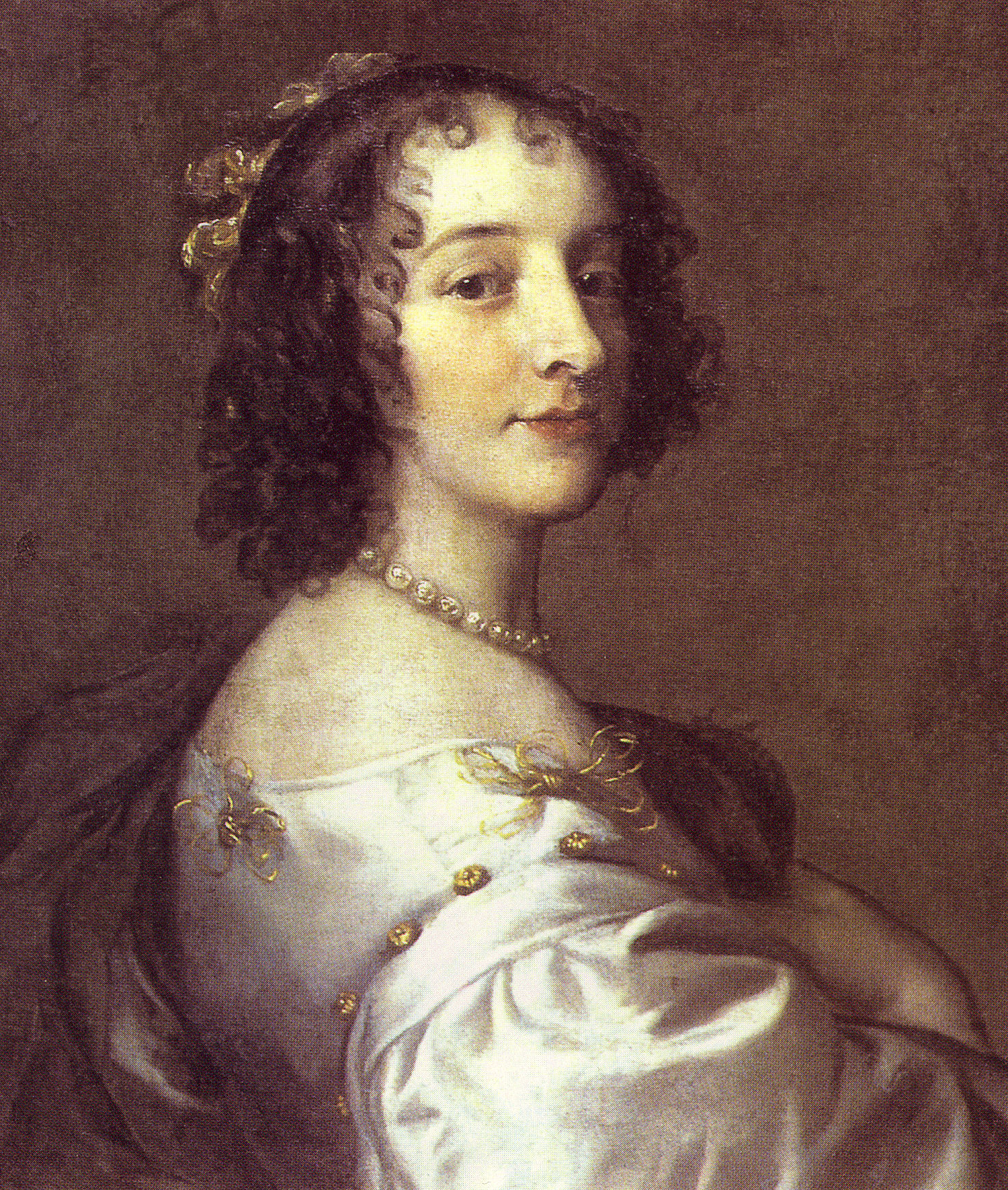
Sofia del Palatinato adorava particolarmente il castello di Iburg per la tranquillità che vi si respirava

Sofia del Palatinato, che visse al castello di Iburg dal 1662 al 1673 col marito, il principe-vescovo Ernesto Augusto di Brunswick-Lüneburg, descrisse le proprie impressioni all'arrivo al castello di Iburg in una sua lettera al fratello Carlo I Luigi del Palatinato: 
(Sofia del Palatinato)
Tre anni dopo, il "piccolo vescovo" venne costretto già a trasferirsi al castello di Osnabrück, lontano da Münster, a causa delle crescenti tensioni politiche con il vicino vescovo cattolico di Münster, Christoph Bernhard von Galen. Dopo essere tornata a Iburg, il 2 giugno Sofia scrisse sollevata: 
(Sofia del Palatinato)
Nel 1668 nacque nel castello di Iburg l'unica figlia avuta dalla coppia, Sofia Carlotta che, come moglie di Federico I di Prussia, divenne prima regina consorte di Prussia.
Col passare degli anni, i locali del castello divennero insufficienti ad ospitare la sempre crescente corte del principe-vescovo e questo, oltre alla necessità che egli aveva di limitare le mire indipendentiste della città di Osnabrück, lo fecero propendere per costruire un nuovo edificio in loco dove trasferirsi con la sua famiglia. Il trasferimento avvenne poi nel 1673 quando il castello di Osnabrück venne completato.

## Il monastero

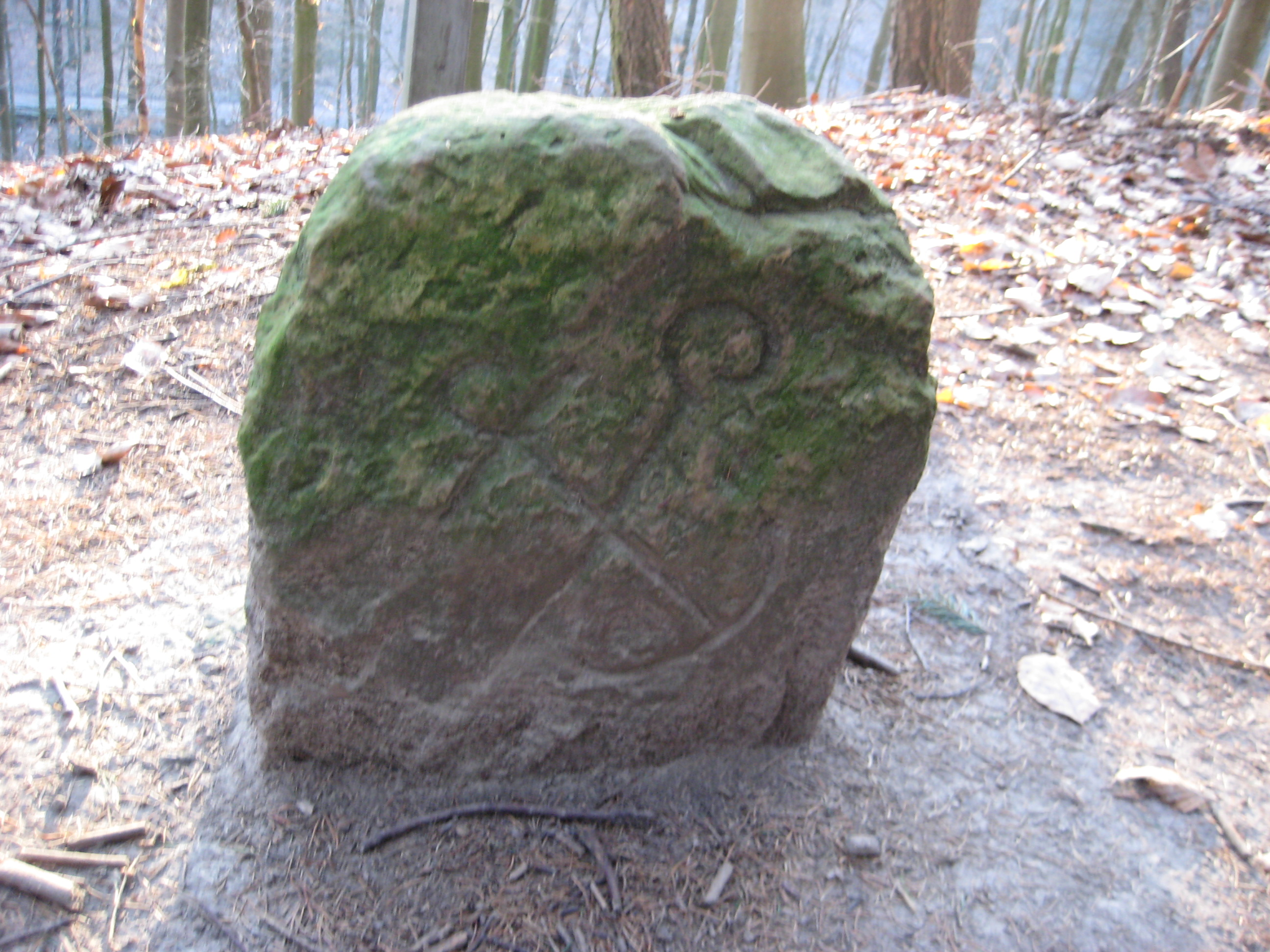
Pietra di confine con le insegne dell'abate di Iburg

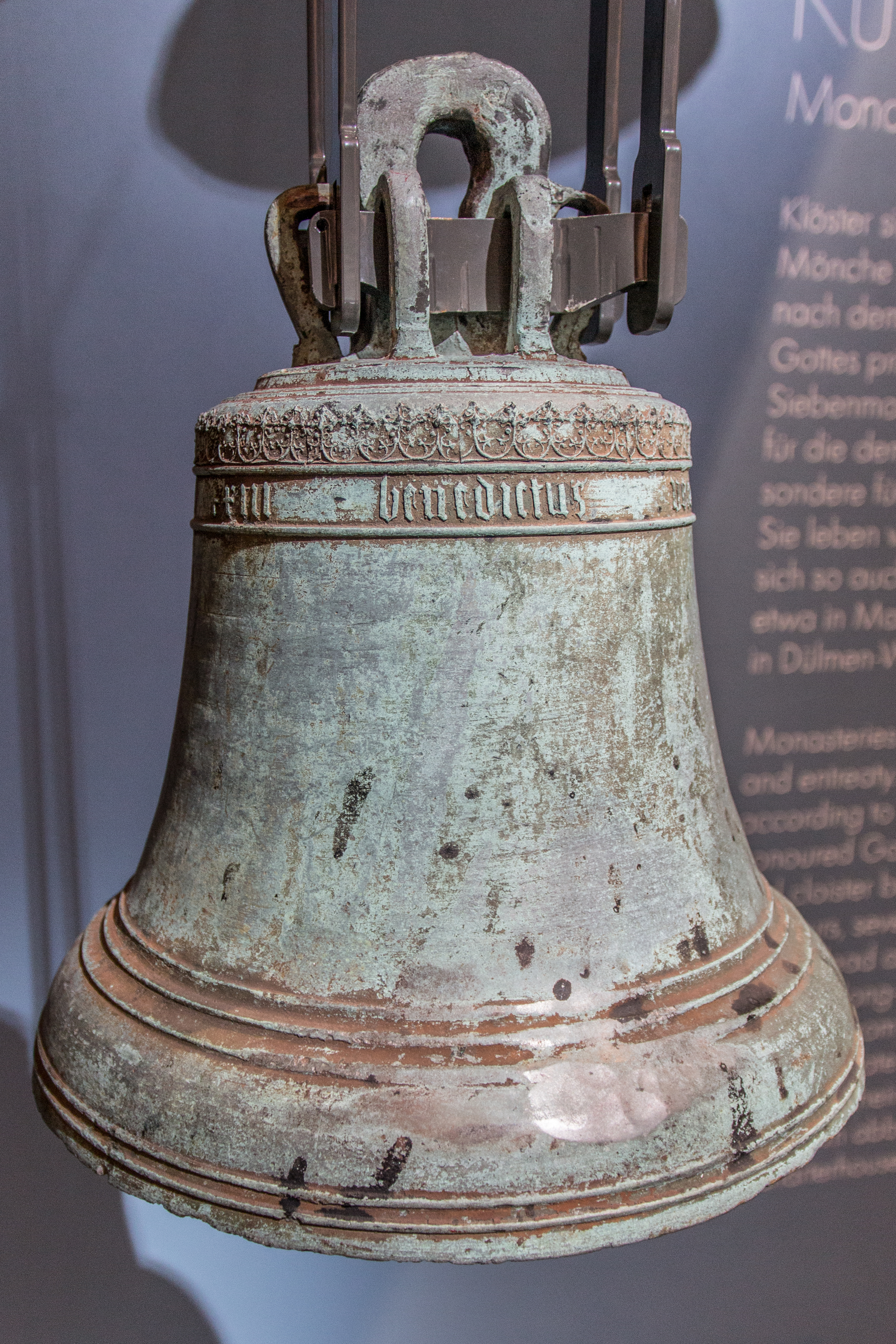
La campana del monastero, oggi conservata al museo di Münster

Il monastero, fondato nel 1080, rimase in uso sino all'inizio del XIX secolo. Il terzo abate del monastero fu Norbert von Iburg, il quale scrisse la biografia del fondatore del monastero con alcuni dettagli storici sulla struttura e sul monastero stesso. 
Dal 1666 al 1706 Maurus Rost, 41º abate del monastero, avviò alcuni lavori di ammodernamento della struttura, e nel 1750 l'abate Adolph Hane convocò presso di sé l'architetto Johann Conrad Schlaun per affidargli l'esecuzione della costruzione di una vera e propria struttura conventuale moderna. All'interno vennero realizzati anche degli affreschi con scene di vita monastica, scene tratte dalla Bibbia, allegorie, stemmi e decorazioni animali e vegetali.
Il 13 febbraio 1803 il monastero venne definitivamente chiuso dopo ben 700 anni di esistenza. Con la Reichsdeputationshauptschluss del 25 febbraio 1803 (confermata poi il 27 aprile 1803), avvenne la secolarizzazione della struttura a livello legale. Iburg fu il primo monastero del principato di Osnabrück ad essere abolito. A quel tempo il monastero era abitato stabilmente da 22 monaci con relativi servi e domestici. Il monastero venne completamente svuotato al suo interno ed i beni vennero messi all'asta, ad eccezione degli oggetti ecclesiastici e della ricchissima biblioteca che vantava 4000 libri in tutto. La biblioteca divenne proprietà demaniale. In epoca napoleonica il castello di Iburg rimase inutilizzato e ciò che rimaneva al suo interno nel 1816 venne trasferito al castello di Osnabrück. Nel 1817 il castello divenne sede del Carolinum di Osnabrück. La maggior parte della struttura venne colpita da un tremendo bombardamento caduto su Osnabrück nel settembre 1944 e venne poi ricostruito.

### Elenco dei principali abati benedettini di Iburg
- 1. ? (1180–1182)
- 2. Adalhard (1182–1185)
- 3. Norbert von Iburg (1185–1117)
- 32. Wilhelm Kemner (1591–1592)
- 33. Johannes Strubbe (1593–1611)
- 34. Hermann Westhoff (1611–1615)
- 35. Johann Martini (1615–1624)
- 36. Stephan Puling (1625–1626)
- 37. Johannes Martini genannt Wasmuth (1626–1631)
- 38. Arnold von Waldois (1631–1642)
- 39. Jacobus Thorwarth (1642–1666)
- 40. Maurus Rost (1666–1706)
- 41. Franciscus Arste (1706–1729)
- 42. Theodor Osterhoff (1729–1742)
- 43. Adolph Hane (1742–1767)
- 44. Joseph Mues (1768–1802)
- 45. Aloysius Vagedes (1802–1803)

## La prigionia dei anabattisti

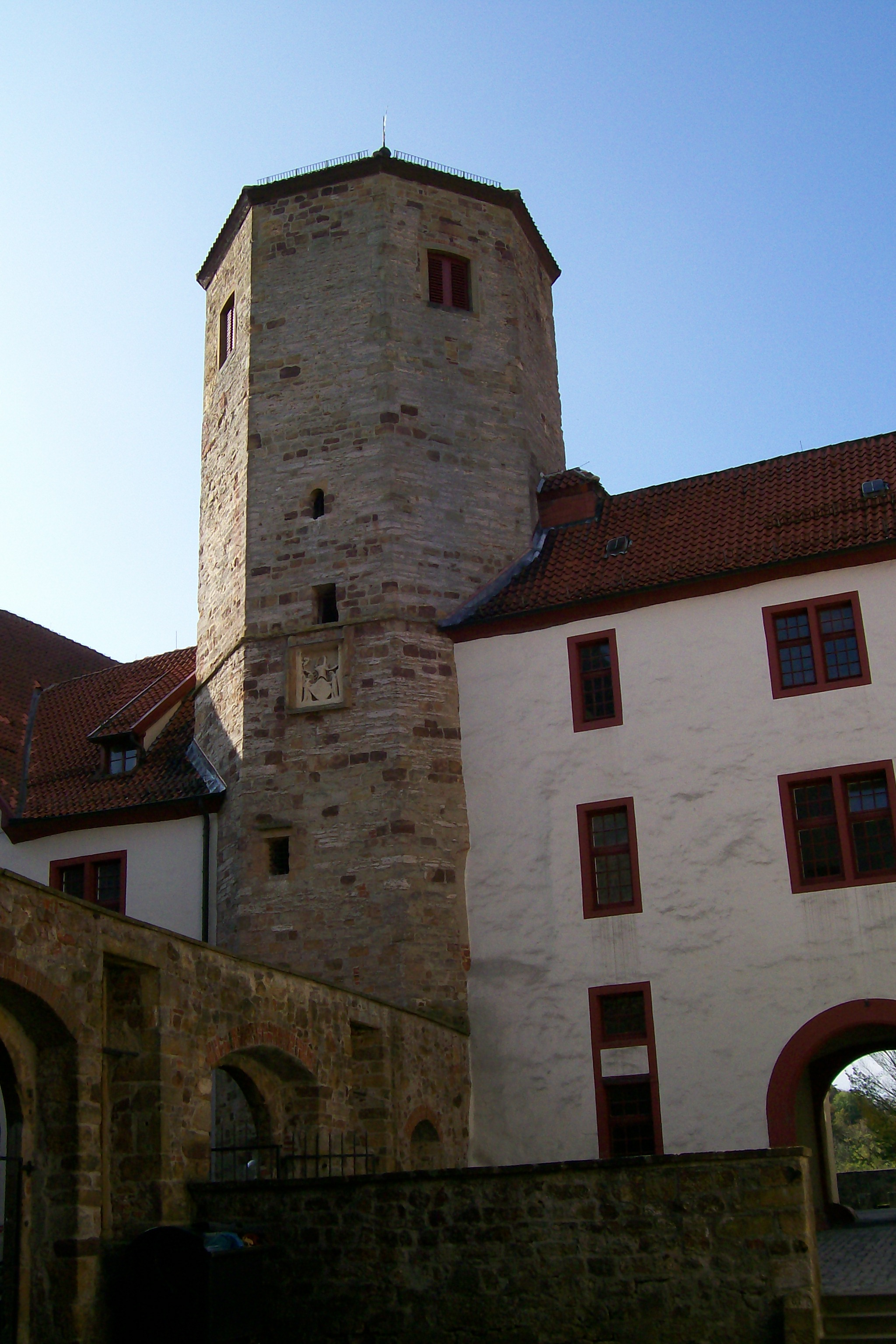
La Bennoturm

Nel 1534 i membri anabattisti della città di Münster vennero arrestati e tenuti prigionieri nel mastio del castello, la cosiddetta Bennoturm. Il battista Johann Bockelson, noto come Jan van Leiden, aveva inviato 27 predicatori a Münster nell'ottobre del 1534, di cui sei a Osnabrück che vennero arrestati il 15 dello stesso mese. Essi erano due olandesi, Dionysius Vinne di Diest e Peter Kueper di Sneek, il maestro Heinrich Graes di Borken, il macellaio Johann Boentorp di Münster e Johann Scheffer di Freckenhorste, oltre a Paul Schwering. Gli anabattisti vennero portati al castello di Iburg, dove giunsero il 18 o 19 ottobre 1534. 
Alla Bennoturm i prigionieri vennero interrogati e torturati nei giorni successivi. Vennero tutti condannati a morte e decapitati ad eccezione dell'ex insegnante Heinrich Graes il quale aveva dato ad intendere che avrebbe potuto rilasciare dichiarazioni importanti e per questo egli venne portato davanti al vescovo Franz von Waldeck per essere ascoltato. Questi, dopo aver rivelato i piani degli anabattisti per la città di Munster venne rilasciato dietro il pagamento di una multa di 1100 fiorini e con l'obbligo di tacere sui motivi del suo rilascio, pena la sua vita. Quando tornò nella comunità anabattista come spia, Jan van Leiden, ignaro di tutto, lo mandò a Wesel ed a Deventer, ma egli si separò nuovamente dai suoi compagni e tornò a Iburg all'inizio del 1534/35, rivelando nuovamente i piani dei suoi ex compagni. Venne mandato quindi a indagare sui piani degli anabattisti nella città di Wesel. Al suo ritorno in città, il vescovo lo premiò e lo congedò per aver reso un servizio importante all'"intera nazione tedesca".

## Struttura

### Due chiese nel castello
Il castello di Iburg, per la sua particolare storia, ospita ad oggi due cappelle, una cattolica dedicata a san Clemente papa e una luterana.

#### Chiesa di San Clemente

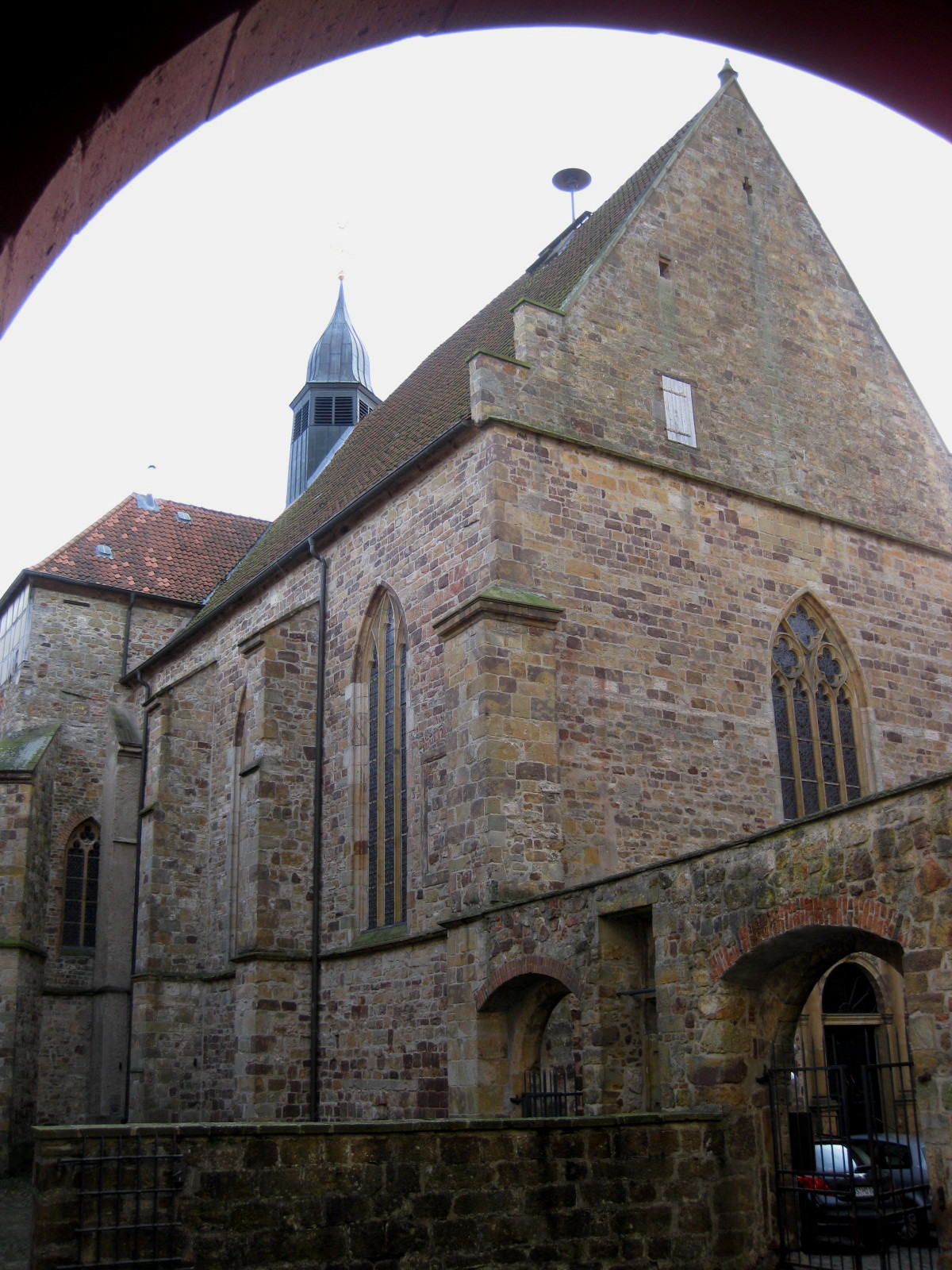
La chiesa di San Clemente

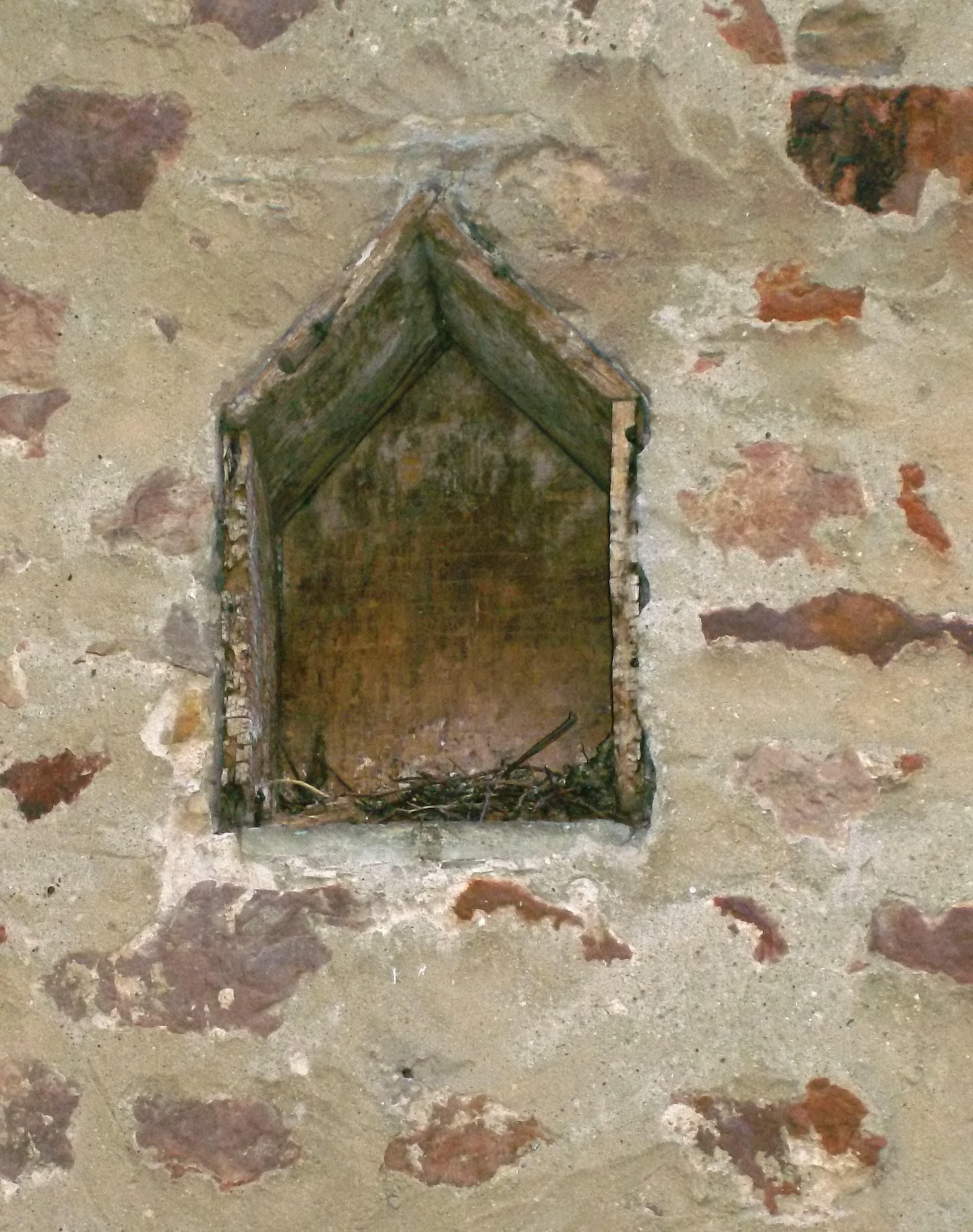
L'agioscopio nella chiesa di San Clemente

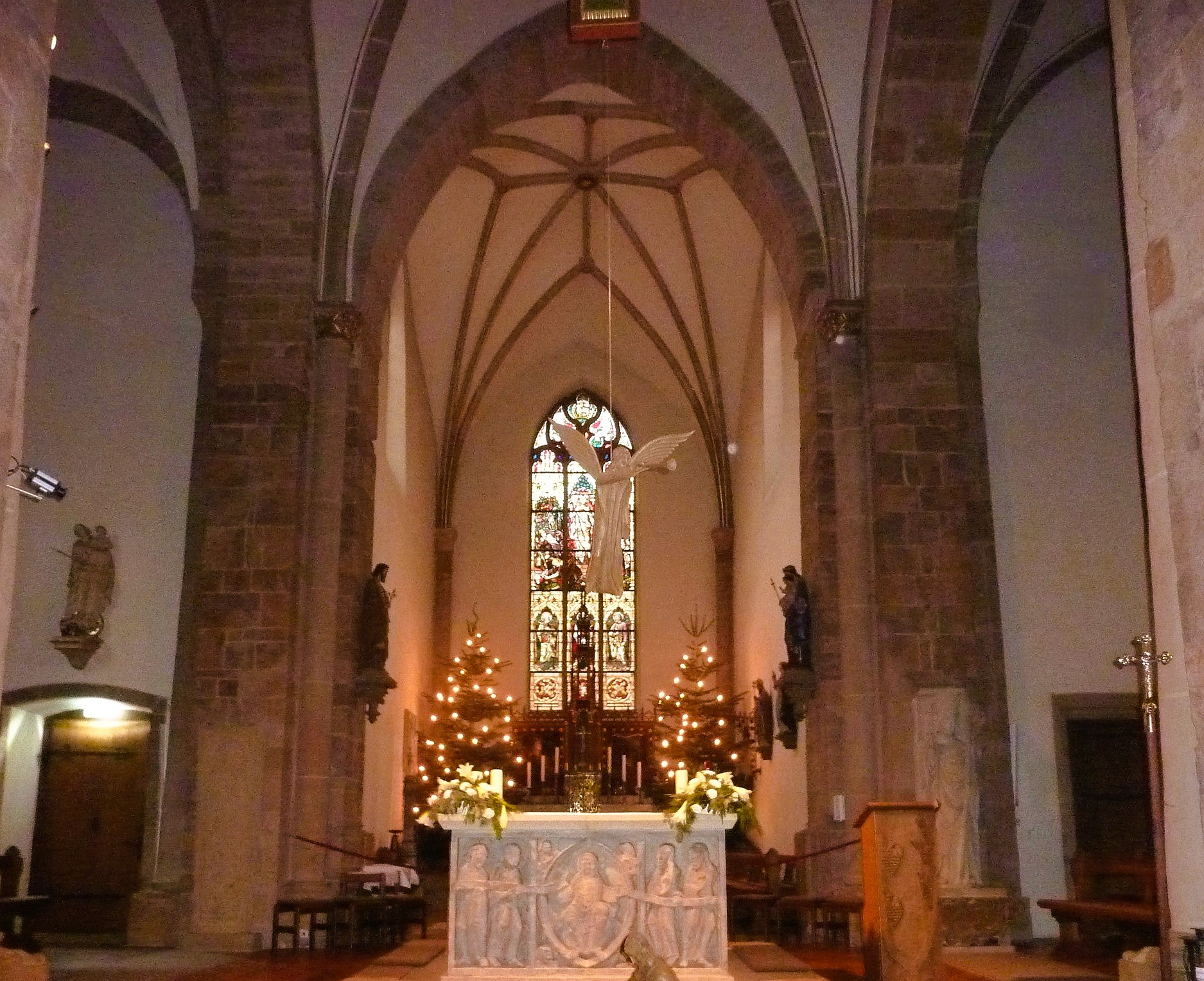
La chiesa del monastero, particolare del coro

La chiesa cattolica di San Clemente è composta da un'aula a tre navate con transetto e coro di forma rettangolare. Essa risale nella sua costruzione all'epoca del vescovo Benno II, che venne qui sepolto alla sua morte. La forma attuale della chiesa risale al XIII secolo. La chiesa venne restaurata con interni di stile barocco ad opera dell'architetto Johann Conrad Schlaun; malgrado ciò gran parte della decorazione è andata perduta a causa di un altro restauro eseguito nel 1890 in stile neogotico. Dopo l'abolizione del monastero nel 1803, la chiesa fu usata come polveriera per quattro anni, poi la comunità cattolica locale ne ottenne l'uso per scopi liturgici, ma non divenne sede parrocchiale sino al 1836. Una caratteristica di questa chiesa è la presenza ancora oggi di un agioscopio di epoca medievale.

#### La chiesa luterana
Ernesto Augusto di Brunswick-Lüneburg fece costruire una chiesa evangelica luterana all'interno del castello a partire dal 1664. Essa venne realizzata inizialmente come cappella di corte e pertanto essa doveva assolvere unicamente ai bisogni spirituali del vescovo e del suo entourage. Essa era accessibile infatti solo attraverso l'ala del castello riservata al principe-vescovo. Venne consacrata ufficialmente al termine dei lavori, il 1º maggio 1664, cerimonia alla quale venne recitato un sermone recitato da Wilhelm Stratemann. Nel 1674 Ernst Georg Wöbeking divenne il primo pastore protestante della cappella, responsabile non solo della cura d'anime dei membri della corte episcopale, ma anche dei protestanti residenti a Iburg. Dopo la morte di Ernesto Augusto, il suo successore alla diocesi, un vescovo cattolico, fece chiudere la chiesa. A questi succedette il protestante Ernesto Augusto II che nel 1716 riaprì la chiesa al culto protestante, facendola inoltre restaurare. Nel 1728 seguì un altro principe-vescovo luterano, Federico Augusto di Hannover, figlio secondogenito di re Giorgio III di Gran Bretagna.

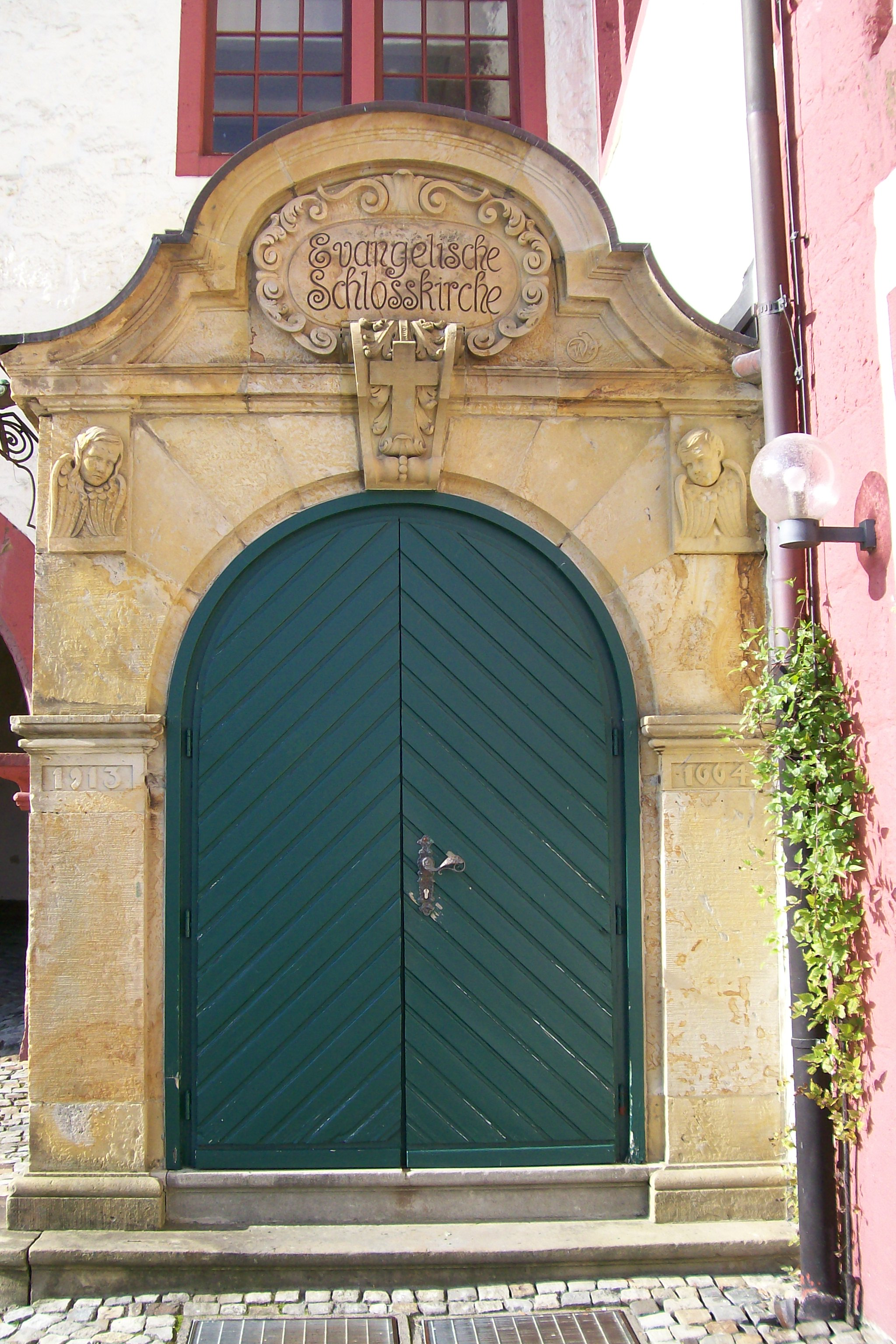
Il portale della chiesa realizzato nel 1913

La comunità protestante del castello ricevette il riconoscimento ai pieni diritti parrocchiali nel 1814. Nel 1913 venne aggiunto un portale d'ingresso in stile neorinascimentale, donata da Berta von Bardeleben, per consentire un migliore accesso alla cappella da parte del pubblico. Il suo stemma è infatti impresso nella vetrata della chiesa stessa. Tra i pastori protestanti di questa cappella si ricorda in particolare Wilhelm Thimme, professore all'Università di Münster, che ne fu titolare dal 1911 al 1949.

### La Sala dei Cavalieri

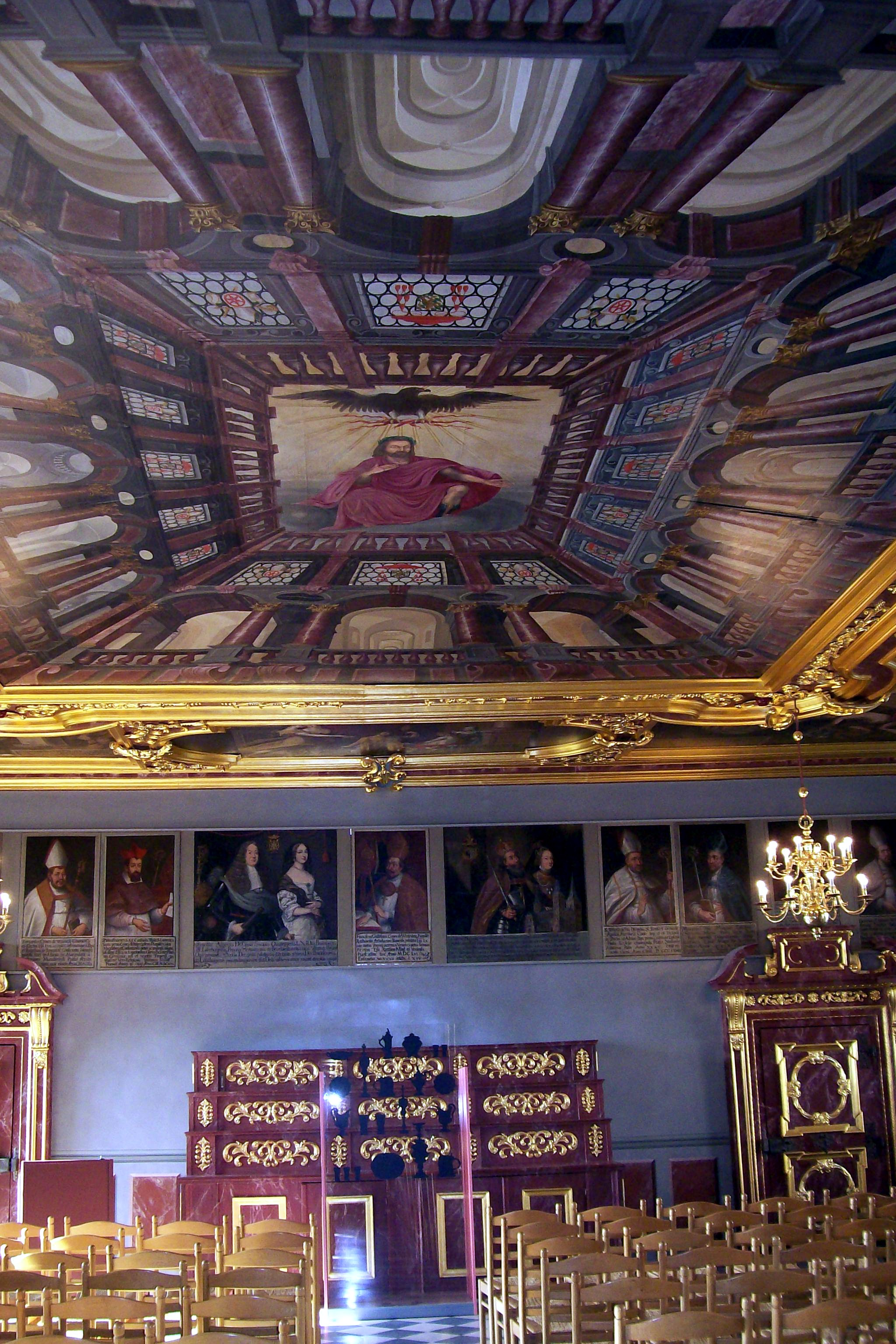
La Sala dei Cavalieri col dipinto prospettico di Andrea Alovisii

La Sala dei Cavalieri è indubbiamente una delle sale più particolari e rappresentative del castello di Iburg. Essa misura 12 per 15 metri e venne creata come sala da pranzo per il principe-vescovo Filippo Sigismondo di Brunswick-Wolfenbüttel nel primo decennio del XVII secolo, ma fu gravemente danneggiata durante la Guerra dei Trent'anni dal 1633 al 1650, durante l'occupazione svedese del castello.
Gli arredi barocchi odierni, databili dal 1650 al 1661, furono commissionati da Franz Wilhelm von Wartenberg all'architetto Johann Crafft († 1667). Il dipinto del soffitto risale agli anni 1656/1658 ed è stato dipinto dal pittore romano Andrea Alovisii con la figura di Zeus al centro, incorniciato dalle gesta eroiche di Ercole ed è un eccezionale esempio di trompe l'oeil ad architettura prospettica, nonché l'unico di tale genere ad essere conservato oltralpe. I 73 ritratti alle pareti mostrano i vescovi di Osnabrück che dimorarono al castello di Iburg.
Il pavimento in pietra con piastrelle blu-nere e bianco-grigie, posate a forma di diamante, simboleggia lo stemma bavarese di Franz Wilhelm von Wartenberg. Il pavimento è stato ricostruito nel 1997 secondo le forme antiche dal momento che per decenni esso era stato sostituito da un generico pavimento in legno.